# GJ 3991
GJ 3991 is een tweevoudige ster met een spectraalklasse van M.V en M.V. De ster bevindt zich 24,78 lichtjaar van de zon.